# St. Charles (Minnesota)
St. Charles es una ciudad ubicada en el condado de Winona en el estado estadounidense de Minnesota. En el Censo de 2010 tenía una población de 3735 habitantes y una densidad poblacional de 373,79 personas por km².

## Geografía
St. Charles se encuentra ubicada en las coordenadas 43°58′8″N 92°3′33″O / 43.96889, -92.05917. Según la Oficina del Censo de los Estados Unidos, St. Charles tiene una superficie total de 9.99 km², de la cual 9.99 km² corresponden a tierra firme y (0%) 0 km² es agua.

## Demografía
Según el censo de 2010, había 3735 personas residiendo en St. Charles. La densidad de población era de 373,79 hab./km². De los 3735 habitantes, St. Charles estaba compuesto por el 91.75% blancos, el 0.56% eran afroamericanos, el 0.35% eran amerindios, el 2.54% eran asiáticos, el 0% eran isleños del Pacífico, el 3% eran de otras razas y el 1.79% pertenecían a dos o más razas. Del total de la población el 8.84% eran hispanos o latinos de cualquier raza.